# 東洋信託銀行
東洋信託銀行株式会社（とうようしんたくぎんこう）は、2002年1月14日まで存在した三和グループ傘下の信託銀行。
後にUFJグループのUFJ信託銀行を経て、三菱UFJ信託銀行の母体の一行となる。

## 沿革
- 1959年
  - 9月 - 三和銀行（UFJ銀行→三菱東京UFJ銀行→現・三菱UFJ銀行）・神戸銀行（太陽神戸銀行→太陽神戸三井銀行→さくら銀行→現・三井住友銀行）・野村證券 （現・野村ホールディングス）により設立覚書に調印。
  - 11月 - 東洋信託銀行株式会社設立。資本金は25億円。
  - 12月 - 東洋信託銀行本店・大阪支店・神戸支店において営業開始。
- 1960年
  - 4月 - 三和銀行・神戸銀行より信託業務を、野村證券から証券代行業務を引き継ぐ。これに伴い証券投資信託受託業務を開始。
  - 5月 - 投資管理業務の取扱い開始。
- 1962年7月 - 適格退職年金信託第1号を受託。
- 1963年
  - 3月 - 担保附社債信託第1号を受託。
  - 8月 - 東洋信託銀行の株式が東京証券取引所第2部と大阪証券取引所第2部へそれぞれ上場。
- 1964年8月 - 東洋信託銀行の株式が東京証券取引所第1部と大阪証券取引所第1部へ上場を指定替え。
- 1966年
  - 3月 - 資本金を設立当初の25億円から50億円に増資。
  - 11月 - 厚生年金基金第1号のグループ認可を受ける。
- 1968年5月 - 総資金量が5千億円を突破。
- 1969年
  - 8月 - 従業員持株信託第1号を受託。
  - 9月 - コンピュータ信託の取扱いを開始。
- 1970年
  - 9月 - 個人年金信託の取扱い開始。
  - 10月 - 資本金を50億円から100億円に増資。
  - 12月 - プラス信託の取扱い開始。
- 1971年
  - 11月 - 総資金量が1兆円を突破。
  - 12月 - ニューヨーク駐在員用事務所開設。
- 1972年
  - 1月 - 財産形成信託の取扱いを開始。
  - 7月 - 大型住宅ローンの取扱い開始。
- 1973年
  - 7月 - ロンドン駐在員用事務所開設。
  - 8月 - 住宅ローン債権信託の受託を開始。
- 1974年
  - 4月 - 資本金を100億円から200億円に増資。
  - 12月 - 外国株の東京証券取引所上場に伴い、外国株第1号としてGMの証券代行を受託。
- 1975年
  - 5月 - 特定贈与信託の取り扱いを開始。
  - 9月 - 総資金量が2兆円を突破。
  - 10月 - 財産形成給付金信託の取り扱いを開始。
- 1976年
  - 4月 - ニューヨーク支店を開設。
  - 10月 - 香港駐在員用事務所を開設。
- 1978年
  - 2月 - 教育ローンの取り扱いを開始。
  - 4月 - 総資金量が3兆円を突破。
  - 10月 - ロンドン支店を開設。
- 1979年
  - 2月 - 公益信託第1号を受託。
  - 5月 - 譲渡性預金の取り扱いを開始。
  - 10月 - 香港に現地法人「東洋信託亜洲有限公司」を設置し営業開始。資本金を200億円から260億円に増資。
  - 11月 - 新本店ビルが完成する。
- 1980年
  - 1月 - 総資金量が4兆円を突破。
  - 7月 - 積立型の個人年金信託の取り扱いを開始。
  - 9月 - 中国銀行大連分行と業務協力協定を締結。
  - 11月 - 中國銀行信託諮詢部（後身は中国東方信託投資公司）との間で、世界初となる信託業務の共同開発を主目的とする業務協力協定を締結。
  - 12月 - ロサンゼルス支店、シンガポール駐在員用事務所を開設。遺言執行引受業務第1号を受託。
- 1981年
  - 1月 - 信託総合口座の取り扱いを開始。
  - 6月 - 収益満期受取型の貸付信託「ビッグ」の取り扱いを開始。
  - 9月 - 土地信託の取り扱いを開始。
  - 10月 - 証券総合サービス口座の取り扱いを開始。
- 1982年
  - 3月 - シドニー駐在員用の事務所を開設。総資金量が5兆円を突破。
  - 9月 - 北京駐在員用の事務所を開設。
  - 10月 - 財産形成年金信託の取り扱いを開始。
  - 11月 - 変動金利制大型フリーローンの取り扱いを開始。
- 1983年
  - 4月 - 信託銀行オンラインキャッシュサービス・SOCSがスタート。公共債の窓口販売を開始。
  - 5月 - 親子二世代付きのファミリー住宅ローンの取り扱いを開始。
  - 9月 - 国債信託口座「ダブル」の取り扱いを開始。上海駐在員用事務所を開設。
- 1984年
  - 2月 - 国債信託口座「ダブル・年金型」の取り扱いを開始。
  - 4月 - ロンドンの現地法人「東洋トラスト・インターナショナル・リミテッド」が営業開始。
  - 5月 - 中国工商銀行総行と業務協力協定を締結。
  - 6月 - 公共債のディーリングを開始。
  - 7月 - アパートローン、ビルローン及びパック・フリーローンの取り扱いを開始。情報連絡サービスの取り扱いを開始。
  - 9月 - ファンド・トラストの取り扱いを開始。
  - 11月 - 香港支店を開設。証券代行情報連絡サービスの取り扱いを開始。
- 1985年
  - 2月 - ボーナス型の個人年金信託の取り扱いを開始。
  - 4月 - 中間時価発行による増資により、資本金を260億円から327億66百万円に増資。無担保フリーローン「東洋のクイックローン」の取り扱いを開始。
  - 5月 - シンセン駐在員用事務所を開設。
  - 6月 - 公共債を組み入れた「信託総合口座」の取り扱いを開始。シンガポール支店を開設。「財務マネジメントシステム」の取り扱いを開始。
  - 9月 - 信託銀行史上初となる中華人民共和国との合弁リース会社「聯合租賃有限公司」を設立。
  - 10月 - 自由金利型の大口定期預金の取り扱いを開始。
  - 12月 - 1年据置型の合同指定金銭信託「ヒット」の取り扱いを開始。
- 1986年
  - 1月 - CIシステムを導入。
  - 3月 - 総資金量が10兆円を突破。
  - 5月 - シドニーに設置した現地法人「東洋トラスト・オーストラリア・リミテッド」が営業開始。
  - 6月 - 「東洋投資顧問株式会社」を設立。
  - 8月 - リフォームローンの取り扱いを開始。株式分割により、額面株式を1株の金額500円から50円へ引き下げ。
- 1987年
  - 1月 - リース・プロパティ信託取り扱い開始
  - 5月 - 公募による増資により、資本金を327億66百万円から468億16百万円へ引き上げ。米ドル建ての転換社債1億ドルを発行。チューリッヒに設置された現地法人「東洋トラスト・ファイナンス（スイス）株式会社」が営業開始。
  - 6月 - リビングローンの取り扱いを開始。
  - 11月 - 国内CPの取り扱いを開始。
- 1988年
  - 1月 - 「東洋住宅販売株式会社」を設立。
  - 4月 - 国内無担保転換社債として350億円を発行。財産形成住宅信託の取り扱いを開始。
  - 6月 - 株主割り当て（中間時価発行および無償の新株式発行）により増資。これにより、資本金を468億16百万円から656億69百万円へ引き上げ。「東洋モーゲージサービス株式会社」を設立。
  - 7月 - 新型カードローンの取り扱いを開始。
  - 9月 - ニューヨークの現地法人「東洋トラスト・カンパニー・オブ・ニューヨーク」が営業開始。
  - 10月 - 信託総合口座・ヒット通帳の取り扱いが開始される。
- 1989年
  - 2月 - 資産活用ローン「ハイライフ」の取り扱いを開始。退職金引当信託の取り扱いを開始。
  - 4月 - 国内無担保転換社債として500億円、スイスフラン建て転換社債として2億スイスフランを発行。また、公募による増資を実施。これにより資本金を468億16百万円から1053億4百万円に引き上げ。
  - 5月 - 遺言書保管業務、遺産整理業務の取り扱いを開始。
  - 6月 - スーパーヒット、スーパーMMCの取り扱いを開始。国債等の有価証券先物取引取次の業務を開始。金融先物取引等取次の業務を開始。
  - 9月 - 総資金量が15兆円を突破。シニアライフプラン「余裕（ゆとり）」の取り扱いを開始。
  - 10月 - 東洋の「ローン安心プラン」の取り扱いを開始。
  - 11月 - 株式をロンドン証券取引所へ上場。ケイマン諸島にケイマン支店を開設。財団法人「東洋信託文化財団」を設立。
  - 12月 - 外国国債の有価証券先物取引取次業務を開始。
- 1990年
  - 2月 - ベルギーの現地法人「欧州東洋信託銀行株式会社」及びイギリスの合弁会社「東洋トラスト・ベイリーギフォード・リミテッド」が営業開始。
  - 5月 - 国債等の有価証券オプション取引取次業務を開始。信託銀行と都市銀行のCDオンライン提携を実施。
- 1991年
  - 1月 - 相互扶助型の個人年金信託「マイルート」の取り扱いを開始。
  - 3月 - 公益活動を支援する収益他益型金銭信託の取り扱いを開始。
  - 4月 - 国民年金基金信託の取り扱いを開始。
- 1992年
  - 1月 - サンデーバンキングを開始。「東洋のタイムリーサービス」の取り扱いを開始。
  - 11月 - ユニット型の指定金銭信託「メイン」の取り扱いを開始。
- 1993年
  - 4月 - 「タイムリーサービス（入出金）」の取り扱いを開始。
  - 9月 - 地域金融機関との信託代理店契約を締結。
- 1994年
  - 6月 - 地方公共団体等向けの貸付債権の信託受託を開始。
  - 9月 - 「東洋マネジメントコンサルティング株式会社」を設立。
  - 10月 - 「特約固定金利住宅ローン」の取り扱いを開始。
- 1995年
  - 1月 - 「東洋総合管理株式会社」を設立。
  - 2月 - 教育ローン「NEW学」の取り扱いを開始。
  - 5月 - バンコク駐在員用事務所を開設。
  - 8月 - 東海銀行の信託子会社として東海信託銀行株式会社（UFJ信託銀行を経て、現・三菱UFJ信託銀行）を設立。
  - 9月 - 「東洋信託証券株式会社」を設立。
  - 11月30日 - 三和銀行の信託子会社として三和信託銀行株式会社を設立。
- 1996年
  - 3月 - コンピュータ・センターとしての役割を持つ「千葉センタービル」が完成。
  - 4月 - 「東洋のチェンジ」の取り扱いを開始。地銀と第2地銀とのCDオンライン提携を開始。
  - 5月 - ATMの祝日稼働と平日稼働時間を延長。
  - 10月 - 新型1年定期預金「ウェル」の取り扱いを開始。
- 1997年
  - 1月 - インターネット上に公式ホームページを開設。
  - 2月 - 「買替え特例住宅ローン」及びユニット型の指定金銭信託「ユニットさん・株式20型」の取り扱いを開始。
  - 5月 - 信用金庫・信用組合・労働金庫・系統農協とのCDオンラインでの提携を開始。
  - 6月 - 海外でユーロ円建転換社債500億円を発行。ストックオプションサービスの取り扱いを開始。
  - 9月 - 資産担保コマーシャルペーパー方式による資産流動化業務を開始。
  - 11月 - 変動金利定期預金「キャッチ」の取り扱いを開始。東京と大阪にテレフォンセンターを設置。
- 1998年
  - 1月 - メールオーダー方式の教育ローンの取り扱いを開始。
  - 2月 - 商品ファンドの取り扱いを開始。
  - 3月 - ｢利息分割定期｣の取り扱いを開始。公的資金による永久劣後特約付社債として社債500億円を発行。
- 1999年10月 - 東洋信託銀行が三和信託銀行を合併。
- 2000年5月 - 三菱信託銀行と共同で日本マスタートラスト信託銀行の営業を開始。
- 2001年
  - 4月2日 - 三和銀行及び東海銀行と株式移転によりUFJホールディングスを設立。その完全子会社となる[1]。
  - 5月 - 東海信託銀行の全株式を東海銀行から譲り受ける。
  - 7月1日 -東海信託銀行を合併。
- 2002年1月15日 - UFJ信託銀行株式会社に商号変更。

## 参考資料
1. 公式サイト
（インターネットアーカイブ）
2. 公式サイト東洋信託銀行のあゆみ
（インターネットアーカイブ）